# شهرستان روپچتس-سنجشوف
شهرستان روپچتس-سنجشوف (به لهستانی: Powiat Ropczyce-Sędziszów) یک شهرستان در لهستان است که در استان پودکارپاتسکیه واقع شده‌است. شهرستان روپچتس-سنجشوف ۵۴۸٫۸۹ کیلومتر مربع مساحت و ۷۱٬۲۲۰ نفر جمعیت دارد.